# Кучер Олексій Володимирович
Олексій Володимирович Кучер (нар. 23 березня 1985, с. Новорайськ, Бериславський район, Херсонська область) — український адвокат, політик. Народний депутат України 9-го скл. Голова Харківської ОДА (з 5 листопада 2019 по 27 листопада 2020). Голова Державної регуляторної служби України (з 14 січня 2021 року).

## Життєпис
Закінчив Харківський національний педагогічний університет ім. Г. С. Сковороди (спеціальність «Фізичне виховання»), Національний юридичний університет імені Ярослава Мудрого (спеціальність «Правознавство»). Адвокатську ліцензію отримав у 2011 році. Викладач у Вищій школі адвокатури.
Кучер працював у суді та прокуратурі, займався адвокатською практикою. Спеціалізується на кримінальних справах. Був адвокатом Володимира Литвина, якого підозрювали у «справі рюкзаків». Захищав суддю Дзержинського райсуду Сергія Лазюка.
На виборах 2019 балотувався у народні депутати за одномандатним округом від партії Слуга народу (в.о. № 179, м. Лозова, Зачепилівський, Кегичівський, Красноградський, Лозівський, Сахновщинський райони). Отримав 50,61 % голосів.
На час виборів був адвокатом, жив у Харкові. Безпартійний.

## Політика

### Депутат
Обравшись до парламенту, увійшов до складу Комітету ВРУ з питань правової політики, очоливши підкомітет з питань організації та діяльності адвокатури, органів надання правової допомоги.
Керівник міжфракційного депутатського об'єднання «Слобожанщина».

### Керівник Харківської ОДА та депутат міськради
Кучер, направивши декларацію в НАЗК, підтвердив непідтверджені до цього дані, що він претендує на посаду голови Харківської ОДА.
20 жовтня 2019 року Кабінет Міністрів України ухвалив низку кадрових рішень, зокрема погодивши призначення Кучера Головою Харківської ОДА.
Кандидат у міські голови Харкова від партії «Слуга народу» на виборах в жовтні 2020 року, на яких посів 3 місце.
На місцевих виборах 25 жовтня 2020 року Олексій Кучер був обраний депутатом Харківської міської ради восьмого скликання за списком президентської партії «Слуга народу».
25 листопада 2020 року Кабінет Міністрів України узгодив звільнення голови Харківської ОДА Олексія Кучера.
Невдовзі після звільнення з посади голови ХОДА Олексій Кучер заявив, що залишається в харківських політичних процесах, але при цьому розглядає «ряд запропонованих можливостей бути корисним Президентові в Києві».

### Голова Державної регуляторної служби України
13 січня 2021 р. Прем'єр-міністр України Денис Шмигаль підписав Розпорядження КМУ № 12-р Про призначення Кучера О. В. Головою Державної регуляторної служби України з 14 січня 2021 р. шляхом укладення контракту про проходження державної служби на період дії карантину.
Після призначення Головою ДРС у січні 2021 року достроково склав повноваження депутата Харківської міської ради.
Розпорядженням КМУ від 11 жовтня 2021 року № 1230-р з 13 жовтня 2021 року призначений Головою Державної регуляторної служби України строком на п'ять років, за результатами проходження конкурсного відбору.

## Статки
Згідно з декларацією кандидата на посаду голови ХОДА, яку було опубліковано 8 жовтня на сайті НАЗК, родина Кучерів має три квартири у Харкові та дві земельні ділянки і будинок у області. Також Олексій Кучер має у власності земельну ділянку понад 6 гектарів в рідній Херсонській області, а його дружина будує житловий будинок у Люботині Харківської області.
У родини Кучер є два годинники Rolex. У власності родини також є 5 автівок, зокрема, Lexus NX 200T, придбаний у 2018 році.
Олексій Кучер володіє 11 акціями ПрАТ «Миколаївцемент», та 10 % ТОВ "Юридична компанія «Дартлі Груп».
Щодо грошових активів родини, то Олексій Кучер задекларував 77 біткойнів на суму $299,2 тис., а також заощадження на суму 87 тис. доларів. Дружина Вікторія Кучер заощадила 205 тис. доларів.

## Сім'я
Одружений, має двох доньок та сина — Амелію, Стефанію та Мирона.